# Jakob Elias Poritzky

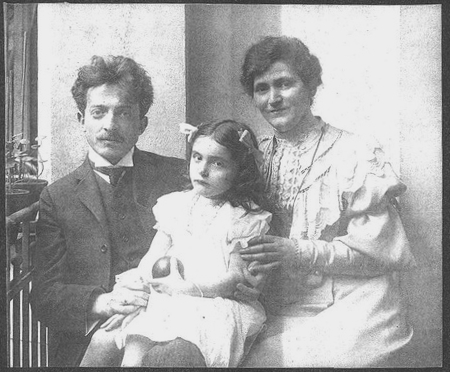
Jakob Elias Poritzky mit Frau und Tochter, um 1907

Jakob Elias Poritzky, eigentlich: Isaak Porycki (* 13. Januar 1876 in Łomża, Russisches Kaiserreich; † 1. Februar 1935 in Berlin) war ein deutscher Schriftsteller und Theater-Regisseur russischer Herkunft.

## Leben
Isaak war der – vermutlich jüngste – Sohn des jüdischen Handelsmanns Abraham Jacob Poritzky und seiner Ehefrau Jenny, geborene Rosenbaum. Im Alter von einigen Monaten kam er zusammen mit seiner Familie nach Karlsruhe, wo er die Realschule besuchte. Im Anschluss daran absolvierte er auf Wunsch seiner Eltern eine kaufmännische Ausbildung und trug so schon früh zum Lebensunterhalt der Familie bei. Da ihm sein größter Wunsch, Schauspieler zu werden, durch die Familie verboten wurde, riss er immer wieder von zu Hause aus. Er kam u. a. bis nach Frankfurt oder Paris, wo er sich an verschiedenen Theatern als Hilfsarbeiter verdingte, um seine Schauspielstunden zu finanzieren.
Mit 18 Jahren ging Jakob Elias, wie er sich ab Mitte der 1890er Jahre nannte, nach Berlin, um an der Universität Philosophie zu studieren. Aus dieser Zeit datieren auch seine ersten literarischen Versuche. Am 1. Oktober 1901 heiratete Poritzky in Berlin die im westpreußischen Lessen geborene Schriftstellerin Helene Orzolkowska, eine Tochter des Kantors Aaron Orzolkowski. Am 24. August 1902 kam ihr einziges Kind zu Welt, die spätere Komponistin und Sängerin Ruth Rebekka Poritzky.
Zwischen 1911 und 1914 arbeitete Poritzky mit Rudolf Bernauer am Berliner Hebbel-Theater zusammen. 1915 holte man ihn als Spielleiter und Regisseur an das Großherzogliche Hoftheater nach Karlsruhe. Dort blieb er bis Sommer 1916 und wurde Anfang 1917 zum Literarischen Leiter des Drei-Masken-Verlags nach Berlin berufen.
Von 1926 bis 1932 arbeitete Poritzky als Sprecher und Moderator bei erst kurz zuvor eröffneten Radiosendern in Deutschland. Bei den Sendern Funk-Stunde Berlin, MIRAG Leipzig und D.W. war er insgesamt an 35 Sendungen zu Kunst und Literatur beteiligt und las eigene Erzählungen und Dichtungen vor. Damit war er ein früher Vertreter der Vermittlung literarischer Inhalte über den Hörfunk.
Kurz nach seinem 59. Geburtstag starb Jakob Elias Poritzky nach langer Krankheit und wurde auf dem Friedhof in Berlin-Weißensee begraben. Seine Schwester Therese mit Familie emigrierte in die USA und überlebte so als einzige nahe Verwandte den Krieg. Ehefrau Helene und Tochter Ruth wurden 1940 in das Vichy-Frankreich deportiert (Wagner-Bürckel-Aktion) und sind 1942 auf dem Weg zum oder im Vernichtungslager Auschwitz-Birkenau an Erschöpfung gestorben oder vergast wurden.

## Werke (Auswahl)

### Autor
Belletristik
- Abseits vom Leben. Skizzen aus der Anatomie. Boll, Berlin 1896.
- Meine Hölle. Herrosé & Ziemsen, Wittenberg 1906.
- Liebesgeschichten. G. Müller, München u. a. 1912.
- Gespenstergeschichten. G. Müller, München u. a. 1913.
- Melancholie. Roman. Paetel, Berlin 1927.
- Peter Brohs Geständnis. Eine Erzählung. Etzold, München 1907.
- Über Nacht. Ein Drama in 4 Akten. Drei-Masken-Verlag, Berlin München 1925.
- Die unsichtbare Kraft. Drei-Masken-Verlag, München 1925.
- Aus dem Beinhaus der Qualen. Geschichten des Grauens und der Angst. Verlag Lindenstruth. Gießen 2006

Sachbücher
- Julien Offray de Lamettrie. Sein Leben und seine Werke. Ferd. Dümmlers Verlagsbuchhandlung, Berlin 1900, online (archive.org).
- Imago mundi : Von der Liebe, vom Luxus und von anderen Leidenschaften. Georg Müller, München 1918, online (projekt-gutenberg.org).
- Dämonische Dichter. Verlag Rösl, München 1921 (Probleme und Porträts).
- Die Erotiker. Verlag Rösl, München 1921 (Probleme und Porträts).
- Franz Hemsterhuis. Seine Philosophie und ihr Einfluß auf die deutschen Romantiker. Paetel, Berlin 1926 (Philosophische Reihe; 81).
- Geist und Schicksal. Verlag, Rösl, München 1921 (Probleme und Porträts), online (projekt-gutenberg.org, 1922).
- Phantasten und Denker. Verlag Rösl, München 1922 (Probleme und Porträts).

### Herausgeber
- Der Sieg des Todes. Seltsame und phantastische Kriegsnovellen aller Zeiten und Völker. Mittler, München 1915.
- Ernst Moritz Arndt: Märchen und Jugenderinnerungen. Müller, München 1913 (2 Bde.).
- Giacomo Casanova: Worte Casanovas. Bruns Verlag, Minden 1909.
- Johann Karl August Musäus: Volksmärchen der Deutschen. Propyläen-Verlag, Berlin 1912 (2 Bde.).